# Boulton & Paul Bobolink
Boulton & Paul P.3 Bobolink là một loại máy bay tiêm kích của Anh trong Chiến tranh thế giới I, do hãng Boulton & Paul Ltd chế tạo.

## Tính năng kỹ chiến thuật
Dữ liệu lấy từ War Planes of The First World War, Volume 1 
Đặc điểm tổng quát
- Chiều dài: 20 ft 0 in (6,10 m)
- Sải cánh: 29 ft 0 in (8,84 m)
- Chiều cao: 8 ft 4 in (2,54 m)
- Diện tích cánh: 266 ft² (24,71 m²)
- Trọng lượng rỗng: 1.226 lb (557 kg)
- Trọng lượng có tải: 1.992 lb (904 kg)
- Động cơ: 1 × Bentley BR2, 230 hp (172 kW)

 Hiệu suất bay 
- Vận tốc cực đại: 125 mph (201 km/h) trên độ cao 10.000 ft (3.050 m)
- Trần bay: 19.500 ft (5.945 m)
- Tải trên cánh: 7,49 ft² (36,6 m²)
- Công suất/trọng lượng: 0,12 hp/lb (0,19 kW/kg)
- Thời gian bay: 3¼ h
- Lên độ cao 10.000 ft (3.050 m): 9 phút 20 giây

Trang bị vũ khí

- Súng: 2 × Súng máy Vickers 0.303 in (7,7 mm)